# Latinka Dušanić
Latinka Dušanić (ur. 14 lutego 1990 w Nowym Sadzie) – serbska koszykarka, występująca na pozycji rzucającej.
2 stycznia 2018 została zawodniczką PGE MKK Siedlce.

## Osiągnięcia
Stan na 9 stycznia 2018, na podstawie, o ile nie zaznaczono inaczej.
Drużynowe
- Uczestniczka rozgrywek:
  - Eurocup (2008)
  - Koszykarskiej Ligi Kobiet Europy Środkowej (2015/2016)

Reprezentacja
- Uczestniczka mistrzostw Europy:
  - U–20 (2009 – 7. miejsce, 2010 – 8. miejsce)
  - U–18 (2008 – 6. miejsce)